# Uhorské
Uhorské (bis 1927 slowakisch „Uhorsko“; ungarisch Ipolymagyari – bis 1907 Uhorszka) ist eine Gemeinde in der südlichen Mittelslowakei mit 494 Einwohnern (Stand 31. Dezember 2024) und gehört zum Okres Poltár, einem Kreis des Banskobystrický kraj.

## Geographie

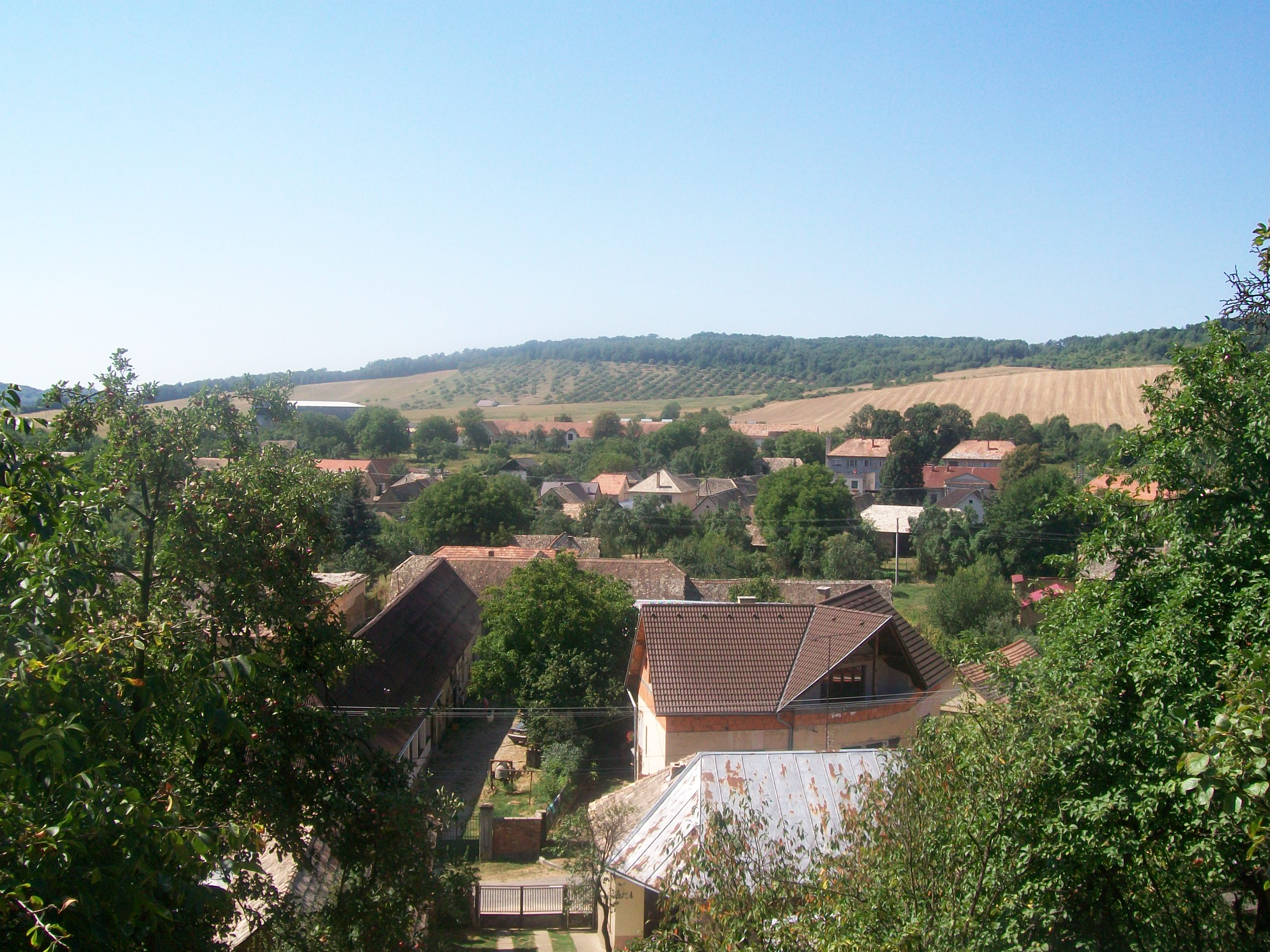
Blick auf Uhorské

Die Gemeinde befindet sich am Südrand des Slowakischen Erzgebirges und gleichzeitig am Westrand von dessen Untereinheit Revúcka vrchovina, im Tal des Baches Uhorštiansky potok im Einzugsgebiet des Ipeľ. Das Ortszentrum liegt auf einer Höhe von 279 m n.m. und ist acht Kilometer von Poltár entfernt.
Nachbargemeinden sind Krná im Norden, České Brezovo im Osten, Poltár im Südosten und Süden, Rovňany im Südwesten und Poltár im Westen und Nordwesten.

## Geschichte

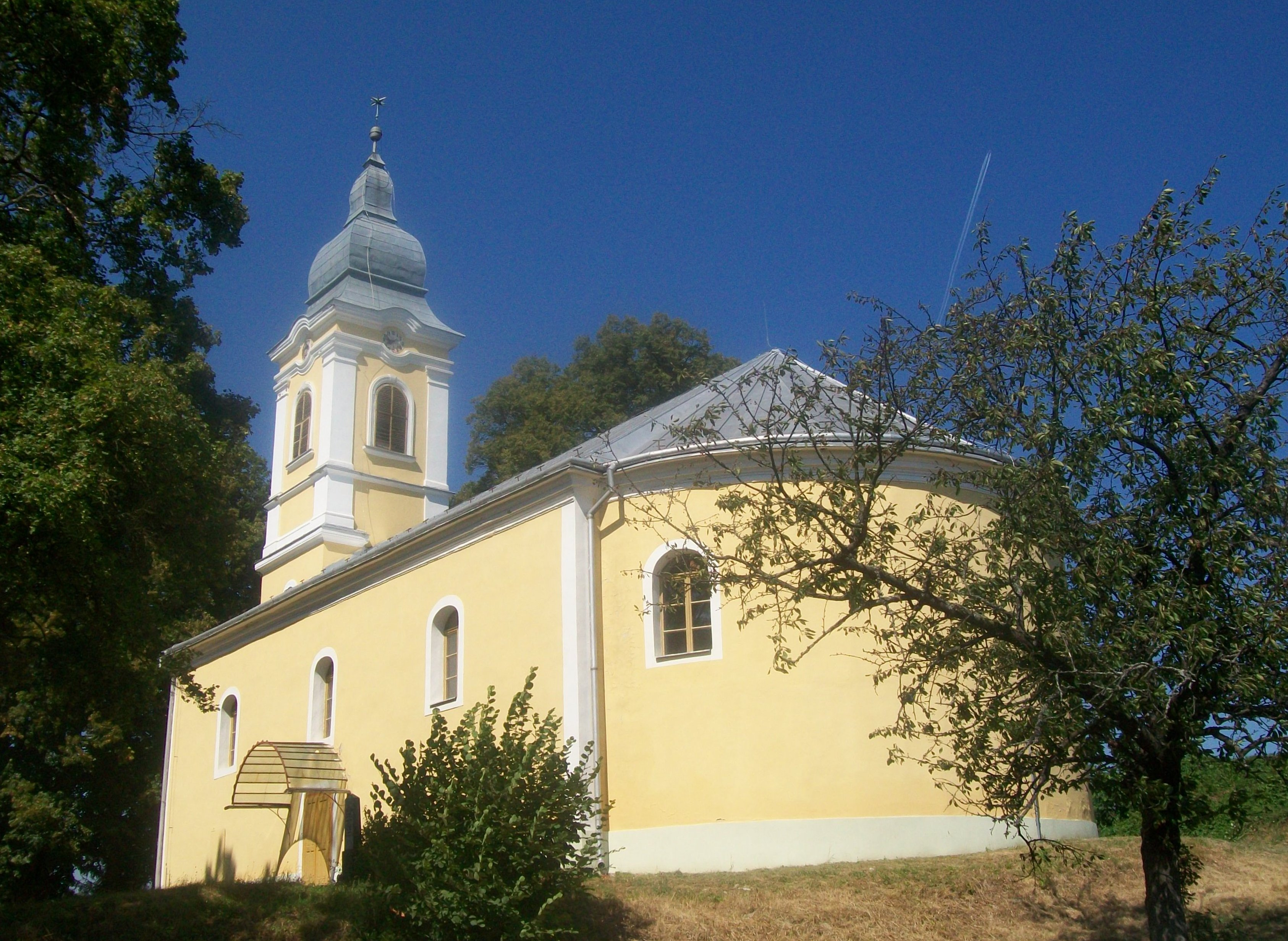
Evangelische Kirche

Der Ort entstand wahrscheinlich schon im 13. Jahrhundert, wurde aber zum ersten Mal erst 1435 als Uhurska schriftlich erwähnt und gehörte zum Herrschaftsgebiet der Burg Fiľakovo, ab dem 17. Jahrhundert war das Dorf Besitz des Landadels. 1828 zählte man 94 Häuser und 841 Einwohner, die als Landwirte und Viehhalter beschäftigt waren, seit dem 19. Jahrhundert arbeiten sie auch in umliegenden Industriebetrieben.
Bis 1918/1919 gehörte der im Komitat Neograd liegende Ort zum Königreich Ungarn und kam danach zur Tschechoslowakei beziehungsweise heute Slowakei.

## Bevölkerung
| Jahr                | 1994 | 2004    | 2014    | 2024    |
| ------------------- | ---- | ------- | ------- | ------- |
| Anzahl der Personen | 560  | 594     | 544     | 494     |
| Unterschied         |      | +6,07 % | −8,41 % | −9,19 % |

| Jahr                | 2023 | 2024    |
| ------------------- | ---- | ------- |
| Anzahl der Personen | 506  | 494     |
| Unterschied         |      | −2,37 % |

Nach der Volkszählung 2011 wohnten in Uhorské 564 Einwohner, davon 527 Slowaken, vier Roma und zwei Magyaren. 31 Einwohner machten keine Angabe zur Ethnie.
282 Einwohner bekannten sich zur römisch-katholischen Kirche, 166 Einwohner zur Evangelischen Kirche A. B. und ein Einwohner zu den Baptisten. 77 Einwohner waren konfessionslos und bei 38 Einwohnern wurde die Konfession nicht ermittelt.

## Bauwerke und Denkmäler
- evangelische Kirche im klassizistischen Stil aus dem Jahr 1808
- Landsitz im klassizistischen Stil aus der ersten Hälfte des 19. Jahrhunderts